# As d'or Jeu de l'année
L'As d'or — Jeu de l'année est une récompense décernée chaque année depuis 1988 à un nouveau jeu de société lors du Festival international des jeux à Cannes, festival annuel qui se tient généralement en février. 

## Historique
Entre 1989 et 2003, un jury de journalistes a récompensé des jeux de plusieurs catégories présentés par leurs auteurs au cours du festival. Le prix spécial du « Super As d’Or » était remis au meilleur jeu toutes catégories confondues.
En 2004, le processus de sélection a été modifié afin de donner plus d’autonomie au jury. Onze des jeux publiés l’année précédente en France ont été nommés, dont un seul a reçu l’As d’or.
En 2005, le prix a fusionné avec le « Jeu de l’année », un prix décerné depuis 2003 par l’Association française de promotion et d'évaluation des jeux de société. Il a été décidé qu’après l’année d’attribution, le prix devait être mentionné au lieu de l’année de publication du jeu.
Le premier « As d’or — Jeu de l’année » a été attribué en 2006.
En raison de la guerre du Golfe, le festival et la remise des prix n'ont pas eu lieu en 1991.
L'édition 2020 a eu lieu jeudi 20 février et les nommés ont été présentés à la fin janvier. 

## L'As d'Or Catégorie
Depuis 1988, le jury du festival, composé de journalistes et professionnels, décerne le label « As d’Or  — Jeu de l’Année », qui récompense les meilleurs jeux édités au cours de l’année écoulée. Le jury décerne trois prix différents :
- « L’As d’Or  — Jeu de l’Année » récompense un jeu original dans ses mécanismes comme dans son esthétique. Il est attribué à un jeu familial, accessible au plus grand nombre ;
- « L’As d’Or  — Jeu de l’Année Enfant » met en valeur un jeu qui plaît aux plus jeunes mais qui séduit également leurs parents ;
- « L’As d’Or  — Jeu de l’Année Expert » récompense un jeu plus complexe destiné à un public « expert » qui apprécie la réflexion et n'a pas peur de lire quelques pages de règles.

En 2022, une nouvelle catégorie fait son apparition, la catégorie « Initié », un intermédiaire entre les jeux dits familiaux et les jeux experts.
Parmi les quelques 1 000 jeux édités chaque année, le jury du festival sélectionne neuf jeux, trois dans chacune des catégories, en s'efforçant que sa sélection soit accessible à tous les âges et à tous les goûts.
Qualité, créativité, diversité, mécanismes et règles sans faille sont les critères les plus importants, ainsi que le plaisir de jouer et l’envie de rejouer.
Le public peut tester les jeux nommés et primés tout au long du festival et les retrouver au cours de l'année à l'occasion de nombreuses manifestations ludiques partenaires du festival : Festival du jeu de Saint-Ouen, Salon du jeu et de la culture mathématique de Paris, Festival ludique international de Parthenay, Festival de Valence…
L’As d’Or est un concours culturel gratuit qui ne nécessite pas d’inscription préalable des éditeurs.

## Éditions

### De 1988 à 2002
Entre 1988 et 2002, le jury a décerné des Super As d’Or, pour les meilleurs jeux toutes catégories confondues et des As d’Or par catégorie.
En 1991, en raison de la guerre du Golfe, le Festival International des jeux n’a pas eu lieu.
| Jeu                     | Auteurs                                        | Illustrateurs | Éditeurs       | Récompense                   |
| Super Gang              | Gérard Mathieu, Gérard Delfanti, Marcel Coucho |               | Ludodélire     | Super As d’Or                |
| Galaxia                 | Lionel Jacques                                 |               | auto-édité     | As d’Or (prix du public)     |
| Métamorphose            | Jean-Marc Radigois                             |               | Jean Marc Jeux | As d’Or du Jeu Nouveau       |
| Tempête sur l'échiquier | Pierre Cléquin, Bruno Faidutti                 |               | Ludodélire     | As d’Or du jeu d’imagination |
| Tecop                   |                                                |               |                | As d’Or du Jeu vidéo         |

Jury 1988 : Guy Beart (Président d'honneur), Jean-Jacques Bloch, Didier Guiserix, Philippe Lormant, Thierry Paunin, Alain Ledoux, Roland Lecomte.
| Jeu           | Auteurs                       | Illustrateurs | Éditeurs                       | Récompense                     |
| Abalone       | Michel Lallet et Laurent Levi |               | Abalone                        | Super As D’or[1]               |
| Explora II    |                               |               | Infomedia                      | As D’or du Jeu Informatique    |
| Generic       |                               |               | Play Bac                       | As D’or du Jeu de Convivialité |
| Gym-Jungle    | Christian Pachis              |               | autoédité                      | As D’or du Jeu de Stratégie    |
| Riviera Quest | Pascal Chinchilla             |               | Riviera Quest                  | As D’or du Jeu D’aventure      |
| Scénario      | C. Vanick Mélikian            |               | RN7 Production                 | As D’or du Jeu de Simulation   |
| Scribe Glass  | M. Tanniou                    |               | autoédité                      | As D’or du Jeu de Lettres      |
| Cryptease     | Gilles Chomel                 |               |                                | Mention spéciale               |
| Magibridge    |                               |               | Fédération Française de Bridge | Mention spéciale               |

Jury 1989 : Jean-Jacques Bloch, Henri Legoy, Jean-Pierre Driay, Alain Ledoux, Roland Lecomte, Jean Saintout. 
| Jeu            | Auteurs                           | Illustrateurs | Éditeurs    | Récompense                  |
| Toutankhamon   | Stefanie Rohner et Christian Wolf |               | Jumbo       | Super As D’or               |
| Ex-Pion        | Jen-Pierre Cassoli                |               |             | As D’or Espoir              |
| Fragrances     | Véronique Debroise                |               | Sentosphère | As D’or Du Jeu De Société   |
| Fully          | Robert Sodini                     |               | Sandoa      | As D’or Du Jeu De Stratégie |
| Kami           | Jacques Couvrat                   |               | Indice      | As D’or Du Jeu Junior       |
| Takemo         | Yves Lesclavec                    |               | Editac      | As D’or Jeu De Lettres      |
| Territoire     | Roger Cohen                       |               |             | As D’or Espoir              |
| Tower of Babel | Pete Cooke                        |               | MicroProse  | As D’or Du Jeu Informatique |

Jury 1990 : Jean-Jacques Bloch, Michel Desangles, Jean-Pierre Driay, Patrice Laffont (Président d'honneur), Roland Lecomte, Marie-Jo Jouan.
| Jeu                        | Auteurs                                                       | Illustrateurs | Éditeurs                | Récompense                        |
| Quarto!                    | Blaise Muller                                                 |               | Gigamic                 | Super As D’or                     |
| Connexion (Connex'Oh)      | Sébastien Sjoholm                                             |               | Edigames                | As D’or Jeu De Stratégie          |
| Dreams                     | Société Tendem                                                |               | Schmidt                 | As D’or Jeu De Société            |
| La Spirale du Fou          | Alain Maynard                                                 |               |                         | As D’or Joker                     |
| Le Patzam                  | Jean Georges                                                  |               |                         | As D’or Joker                     |
| Motspeed                   | Pierre Daniel                                                 |               | Pierrick Pebel          | As D’or Jeu De Lettres            |
| Atmosfear                  | Brett Clements                                                |               | Habourdin International | As D’or Jeu De Société Interactif |
| Droids                     | Dominique Ehrhard                                             |               | Eurogames               | As D’or Jeu Junior (13-17 ans)    |
| Le Paresseux               | Dominique Tellier                                             |               | Eurogames               | As D’or Jeu Cadet (8-12 ans)      |
| L'Anniversaire des Triplés | Nicole Lambert et Frédéric Réverend (équipes des Jeux Nathan) |               | Jeux Nathan             | As D’or Jeu Benjamin (4-7 ans)    |

Jury 1992 : Jean-Jacques Bloch, Michel Desangles, Jean-Pierre Driay, Roland Lecomte, Philippe Verdier, Olivier Roesch.
| Jeu                     | Auteurs                                  | Illustrateurs | Éditeurs                                     | Récompense                     |
| Ces années-là…          | Richard Borg                             |               | MB                                           | As D’or Jeu De Société         |
| Dune                    | Avalon Hill                              |               | Jeux Descartes                               | As D’or Jeu De Simulation      |
| Gymkhana                | Tom McNamara                             |               | Sentosphère                                  | As D’or Jeu De Stratégie       |
| Iceberg                 | Gilbert Lévy                             |               | Jeux Nathan                                  | As D’or Jeu Benjamin (4-7 ans) |
| La course aux Initiales | Gordon Barlow Design                     |               | Habourdin International                      | As D’or De Convivialité        |
| Le Lauréat              | Dominique de Saint-Léger                 |               | Delphis                                      | As D’or Jeu De Lettres         |
| Montgolfière            | Dominique Ehrhard                        |               | Eurogames                                    | As D’or Jeu Cadet              |
| S.O.S. Plombier         | John LaBelle                             |               | Habourdin International (réédité par Tactic) | Super As D’or                  |
| Showtime                | Jeffrey D. Breslow et Howard J. Morrison |               | Kenner-Parker                                | As D’or Jeu Junior             |

Jury 1993 : Jean-Jacques Bloch, Michel Desangles, Jean-Pierre Driay, Didier Guiserix, Roland Lecomte, Gérard Mathieu, Olivier Roesch.
| Jeu                          | Auteurs                                 | Illustrateurs | Éditeurs       | Récompense                     |
| A Vos Marques                | Pascal Thoniel et Pierre Bellet         |               | Jeux Nathan    | As D’or Jeu De Convivialité    |
| Barbe Noire                  | Richard Berg                            |               | Jeux Descartes | As D’or Jeu De Simulation      |
| Breakout                     | Wolfgang Riedesser                      |               | Habourdin      | As D’or Jeu De Stratégie       |
| Le Jeu des Chaises Musicales | Anthony J. Vadaz                        |               | Habourdin      | As d’Or Jeu Benjamin (4-7 ans) |
| Leader Foot                  | Christian Delcourt et Philippe Delcourt |               | L.D.F. Sport   | As d’Or Jeu Junior             |
| Petits Pieds… Partez !       | Corinne Biegeleisen et Rachel Penguin   |               | Jeux Nathan    | As d’Or Jeu Benjamin (4-7 ans) |
| Pusher                       | Werner Falkhof                          |               | Peri           | Super As d’Or                  |
| Terrain Vague                | Franck Parcabe, Roland Scaron           |               | Ludodelire     | As d’Or Jeu de Société         |

Jury 1994 : Jean-Jacques Bloch, Michel Desangles, Jean-Pierre Driay, Didier Guiserix, Roland Lecomte, Gérard Mathieu, Olivier Roesch.
| Jeu                              | Auteurs                                                                   | Illustrateurs | Éditeurs                  | Récompense                                 |
| Condottiere                      | Dominique Ehrhard                                                         |               | Jeux Descartes, Eurogames | Super As d’Or                              |
| Arcanor                          | Michaël Aguilar                                                           |               | Grand V                   | As d’Or Jeu de Stratégie                   |
| Bermude                          | Franck Mannoury                                                           |               | Mannoury Algo             | As d’Or Jeu de Société                     |
| Category                         | Spartaco Albertarelli                                                     |               | Editrice Giochi           | As d’Or Jeu de Lettres et de Connaissances |
| Charade Puzzle                   | Don Scott Associates                                                      |               | MB                        | As d’Or Jeu Junior                         |
| Perudo                           | Richard Borg                                                              |               | Kenner Parker             | As d’Or Jeu de Dés                         |
| Quixo                            | Thierry Chapeau                                                           |               | Gigamic                   | As d’Or Jeu de Stratégie                   |
| Soirée de Meurtre                | Pentalpha Games Corp                                                      |               | Jeux Spear                | As d’Or Jeu de Convivialité                |
| Spirou et les Champignons Géants | Philippe des Pallières, Patrice Pillet, avec le concours de Los Rodriguez |               | Jeux Nathan               | As d’Or Jeu Cadet                          |
| Tribalance                       | Michael Sohre                                                             |               | Theta                     | As d’Or de l’Innovation                    |

Jury 1995 : Jean-Jacques Bloch, Michel Desangles, Jean-Pierre Driay, Didier Guiserix, Roland Lecomte, Gérard Mathieu, Claude Chapelon.
| Jeu                   | Auteurs               | Illustrateurs | Éditeurs                | Récompense                                 |
| Magic : L'Assemblée   | Richard Garfield      |               | Wizards of the Coast    | Super As d’Or                              |
| Avalam Bitaka         | Philippe Deweys       |               | Fils Fils International | As d’Or Jeu de Stratégie                   |
| K’dor                 | José Mellina          |               | PBM                     | As d’Or Jeu Tactique                       |
| Kaléidos              | Spartaco Albertarelli |               | Editrice Giochi         | As d’Or Convivialité                       |
| Obélix Contre Hattack | Dominique Tellier     |               | Jeux Nathan             | As d’Or Jeu Cadet                          |
| Power                 | Monte B. Young        |               | Mattel et Jeux Spear    | As d’Or Jeu Junior                         |
| Topword               | Elliot Rudell         |               | Hasbro                  | As d’Or Jeu de Lettres et de Connaissances |
| Triolet               | José Mellina          |               | PBM                     | As d’Or Jeu de Société                     |

Jury 1996 : Jean-Jacques Bloch, Michel Desangles, Jean-Pierre Driay, Didier Guiserix, Roland Lecomte, Gérard Mathieu, Olivier Roesch.
| Jeu              | Auteurs                                                                  | Illustrateurs | Éditeurs                             | Récompense                            |
| Gang of Four     | Lee Yih                                                                  |               | Dargaud (réédité par Days of Wonder) | Super As d’Or                         |
| Bataclan         |                                                                          |               | Gigamic                              | As d’Or Jeu Cadet                     |
| Batik            | Kris Burm                                                                |               | Gigamic                              | As d’Or Jeu Benjamin (4-7 ans)        |
| Elixir           | Sylvie BarcSylvie Rodriguez, Frédéric Leygonie et Jean-Charles Rodriguez |               | Asmodée                              | As d’Or Jeu de Convivialité           |
| Enigmo           | Haim Shafir                                                              |               | Jeux Nathan                          | As d’Or Jeu de Vocabulaire            |
| Méditerranée     | Dominique Ehrhard                                                        |               | Jeux Descartes                       | As d’Or Simulation                    |
| Netrunner        | Richard Garfield                                                         |               | Wizards of the Coast                 | As d’Or Jeu de Cartes à Collectionner |
| Rummikub Lettres | Hasbro France                                                            |               | Hasbro France                        | As d’Or Jeu de Lettres                |
| Speed            | Reinhard Staupe et Adlung-Spiele                                         |               | Fils Fils International              | As d’Or Jeu Junior                    |
| Zen, L’initié    | Claude Soucie                                                            |               | Dj Games                             | As d’Or Jeu de Stratégie              |

Jury 1997 : Jean-Jacques Bloch (Président du Jury), Michel Desangles, Jean-Pierre Driay, Didier Guiserix, Roland Lecomte, Gérard Mathieu, Olivier Roesch.
| Jeu               | Auteurs                                       | Illustrateurs | Éditeurs                   | Récompense                  |
| Zatre             | Manfred Schüling                              |               | Perner Publishing Group AG | Super As d’Or               |
| Abalone           | Miche Lalet, Laurent Lévi                     |               | Abalone                    | As d’Or de la Décennie      |
| Crescendo         | Claude Jonette                                |               | J.P. Filsfils              | As d’Or Jeu de Stratégie    |
| Le Défi du Sphinx | Richard Bourrelly                             |               | Ludotech SARL              | As d’Or Jeu Junior          |
| Planet Genius     | Gilles Monnet                                 |               | Spot Games                 | As d’Or Jeu de Convivialité |
| Tic Tac Boum      | Juan Rodriguez et Sylvie BarcSylvie Rodriguez |               | Ravensburger               | As d’Or Jeu Familial        |

Jury 1998 : Jean-Jacques Bloch (Président du Jury), Michel Desangles, Jean-Pierre Driay, Stéphane Durand, Didier Guiserix, Roland Lecomte, Michèle Lecreux, Gérard Mathieu, Olivier Roesch.
| Jeu                 | Auteurs                                                  | Illustrateurs | Éditeurs      | Récompense               |
| La Route des Epices | Véronique Debroise avec la collaboration de Victor Lucas |               | Sentosphère   | Super As d’Or            |
| Bunker Poker        | Philippe Aucagos                                         |               | Gigamic       | As d’Or Jeu Convivialité |
| Fits                | Charle B. Phillips, Ronald Wiecek                        |               | Ravensburger  | As d’Or Jeu Junior       |
| Patamania           | Agnès Quintin et Véronique Debroise                      |               | Sentosphère   | As d’Or Jeu Familial     |
| Ying Yang           | Claude Jonette                                           |               | J.P. Filsfils | As d’Or Jeu Tactique     |

Jury 1999 : Jean-Jacques Bloch (Président), Michel Desangles, Jean-Pierre Driay, Stéphane Durand, Didier Guiserix, Roland Lecomte, Michèle Lecreux, Gérard Mathieu et Catherine Watine.
| Jeu                                       | Auteurs                     | Illustrateurs | Éditeurs         | Récompense                  |
| Kahuna                                    | Günter Cornett              | Claus Stephan | Tilsit Editions  | Super As D’or               |
| Vinci, apogée et déclin des civilisations | Philippe Keyaerts           |               | Jeux Descartes   | As D’or Du Jeu De Stratégie |
| Jeu de Lices                              | Chirstian Galzin            |               | A.E.M.T          | As D’or Du Jeu De Réflexion |
| Dérive                                    | Catherine et Olivier Gibaud |               | Couleur Voyelles | As D’or Du Jeu Familial     |
| Trap surprise                             | Sébastien Sjoholm           |               | Edigames         | As D’or Du Jeu Junior       |

Jury 2000 : Jean-Jacques Bloch (Président), Michèle Lecreux, Catherine Watine, Michel Desangles, Jean-Pierre Driay, Stéphane Durand, Didier Guiserix, Roland Lecomte et Gérard Mathieu, Plastic Bertrand (invité d’honneur).
| Jeu                   | Auteurs           | Illustrateurs                | Éditeurs          | Récompense                  |
| Blokus                | Bernard Tavitian  |                              | Sekkoïa           | Super As D’or               |
| Cartagena             | Leo Colovini      | Nora Nowatzyk et Volkan Baga | Venice Connection | As D’or Du Jeu Tactique     |
| Conquistador          | Victor Lucas      |                              | Sentosphère       | As D’or Du Jeu De Cartes    |
| Jericho               | Jean-Luis Roubira |                              | Startis           | As D’or Du Jeu De Stratégie |
| Les Dragons du Mékong | Roberto Fraga     |                              | Jeux Descartes    | As D’or Du Jeu Familial     |
| Croques-Carottes      | David Kremer      |                              | Ravensburger      | As D’or Du Jeu Junior       |
| Quits                 | Loris Immordino   |                              | Gigamic           | As D’or Du Jeu De Pions     |

Jury 2001 : Jean-Jacques Bloch (Président), Michèle Lecreux, Catherine Watine, Michel Desangles, Jean-Pierre Driay, Didier Guiserix, Roland Lecomte et Gérard Mathieu.
| Jeu                              | Auteurs                               | Illustrateurs      | Éditeurs         | Récompense                   |
| Bakari                           | Bar David Licencing                   |                    | Tactic France    | Super As D’or                |
| Shendao                          | Valéry Fourcade                       | Stéphanie Czinober | La Mèche Rebelle | As D’or Du Jeu Tactique      |
| Collection Particulière          | Véronique Debroise et Michel Deprade  |                    | Sentosphère      | As D’or Du Jeu De Cartes     |
| Composio                         | Jean Fin                              |                    | TF1 Games        | As D’or Du Jeu De Lettres    |
| Hitstory                         | Denis Bulot et Jérôme Dutel           |                    | BD2 Games        | As D’or Du Jeu D’ambiance    |
| Les Loups-Garous de Thiercelieux | Philippe des Pallières et Hervé Marly |                    | Lui-même         | As D’or Du Jeu D’animation   |
| Pique Plume                      | Klaus Zoch                            |                    | Gigamic et Zoch  | As d'Or Du Jeu Enfant        |
| Tic Tac Troll                    | Klaus Zoch                            |                    | Gigamic et Zoch  | As D’or Du Jeu Familial      |
| XIII le Complot                  | Pascal Bernard                        |                    | Week End Games   | As D’or Du Jeu De Simulation |

Jury 2002 : Jean-Jacques Bloch (Président), Chrystèle Burlot, Michèle Lecreux, Christine Saguez, Catherine Watine, Michel Desangles, Didier Guiserix, Roland Lecomte et Pascal Le Guern.

### De 2003 à 2004
À partir de 2003, le Super As d’Or est remplacé par l’As d’Or choisi parmi une dizaine de jeux nommés. Le concours s’ouvre à l’ensemble des nouveaux jeux de société édités chaque année en langue française sur le marché français et non plus seulement aux seuls jeux présentés dans le cadre du Festival International des jeux. 
En 2003, une autre récompense créée par l’Association Française de Promotion et d’évaluation des jeux de société apparait, avec le même objectif que celui de l’As d’Or : le Label Jeu de l’année.
| Jeu                   | Auteurs                | Illustrateurs                     | Éditeurs        | Récompense     |
| Alhambra              | Dirk Henn              | Jörg Asselborn et Christoph Tisch | Tilsit Editions | As d’Or        |
| La Guerre des moutons | Philippe des Pallières |                                   | Asmodée         | Jeu de l’Année |

| Catégories                    | Jeux                             | Auteurs                                   | Illustrateurs | Éditeurs                     |
| Nommés pour l'As d'Or         | Comme des Mouches                | Philippe des Pallières                    |               | Lui-même                     |
| Nommés pour l'As d'Or         | Crazy Circus                     | Dominique Ehrhard                         |               | Foxmind Games                |
| Nommés pour l'As d'Or         | Délir'phone                      | Agnès de Lestrade et Emmanuel de Lestrade |               | Week End Games, Ravensburger |
| Nommés pour l'As d'Or         | La Città                         | Gerd Fenchel                              |               | Tilsit Editions              |
| Nommés pour l'As d'Or         | La Vache Amoureuse               | Yves Renou                                |               | Paille éditions              |
| Nommés pour l'As d'Or         | Le Collier de la Reine           | Bruno Cathala et Bruno Faidutti           |               | Days of Wonder               |
| Nommés pour l'As d'Or         | Mare Nostrum                     | Serge Laget                               |               | Jeux Descartes               |
| Nommés pour l'As d'Or         | Meli Melo                        | Jacques Zeimet                            |               | Gigamic / Zoch               |
| Nommés pour l'As d'Or         | Plouf Plouf Grenouille           | Steffen Schulz                            |               | Tilsit Editions              |
| Nommés pour l'As d'Or         | Unanimo                          | Theo Coster, Ora Coster                   |               | Cocktail Games               |
| Nommés pour le jeu de l'année | Evo                              | Philippe Keyaerts                         |               | Eurogames                    |
| Nommés pour le jeu de l'année | Les Loups-garous de Thiercelieux | Philippe des Pallières et Hervé Marly     |               | Lui-même                     |
| Nommés pour le jeu de l'année | Medina                           | Stefan Dorra                              |               | Hans im Glück                |
| Nommés pour le jeu de l'année | San Marco                        | Alan R. Moon et Aaron Weissblum           |               | Ravensburger                 |
| Nommés pour le jeu de l'année | Mexica                           | Michael Kiesling et Wolfgang Kramer       |               | Ravensburger                 |

Jury 2003 : Nicole Conte, Docteur Mops, Didier Guiserix, Michèle Lecreux, Monsieur Phal, Nathalie Refouvelet, Christine Saguez, Catherine Watine.
| Jeu                     | Auteurs       | Illustrateurs | Éditeurs                 | Récompense     |
| Les Aventuriers du Rail | Alan R. Moon  | Julien Delval | Days of Wonder           | As d’Or        |
| Squad Seven             | Roberto Fraga |               | TF1 Games/Fox Mind Games | Jeu de l’Année |

| Catégories                    | Jeux                   | Auteurs                                  | Illustrateurs | Éditeurs        |
| nommés pour l'As d'Or         | Atlas & Zeus           | Bruno Cathala                            |               | Jeux Descartes  |
| nommés pour l'As d'Or         | Coyote                 | Spartaco Albertarelli                    |               | Tilsit Editions |
| nommés pour l'As d'Or         | Diam                   | Alain Couchot et Bernard Klein           |               | Ferti           |
| nommés pour l'As d'Or         | L'Escalier Hanté       | Michelle Schannen                        |               | Drei Magier     |
| nommés pour l'As d'Or         | Habana Taxi            | Dominique Ehrhard                        |               | Erudia jeux     |
| nommés pour l'As d'Or         | Maka Bana              | François Haffner                         |               | Tilsit Editions |
| nommés pour l'As d'Or         | O zoo le mio           | Corné van Moorsel                        |               | Gigamic         |
| nommés pour l'As d'Or         | Shazamm !              | François Bruel et Philippe des Pallières |               | Lui-même        |
| nommés pour l'As d'Or         | Yinsh                  | Kris Burm                                |               | Jeux Descartes  |
| nommés pour le jeu de l'année | Crazy Circus           | Dominique Ehrhard                        |               | Fox Mind Games  |
| nommés pour le jeu de l'année | Le Collier de la Reine | Bruno Cathala et Bruno Faidutti          |               | Days of Wonder  |
| nommés pour le jeu de l'année | Gobblet                | Thierry Denoual                          |               | Gigamic         |
| nommés pour le jeu de l'année | Composio               | Jean Fin                                 |               | TF1 Games       |
| nommés pour le jeu de l'année | Serengeti              | Michael Schacht                          |               | Asmodée         |
| nommés pour le jeu de l'année | Mare Nostrum           | Serge Laget                              |               | Jeux Descartes  |

Jury 2004 :  Nicole Conte, Docteur Mops, Dany Gagnon, Didier Guiserix, Michèle Lecreux, Monsieur Phal, Nathalie Refouvelet, Christine Saguez, Catherine Watine.

### De 2006 à 2007
En 2005, les initiateurs de l’As d’Or (le Festival International des Jeux de Cannes) et du Jeu de l’Année (l'Association Française de Promotion et d'Évaluation des Jeux de Société) estimant que leurs objectifs étaient similaires ont décidé d’unir leurs efforts pour présenter un seul label de qualité, reconnu par la profession et capable de séduire le public : l’As d’Or – Jeu de l’Année.
En 2006, le prix As d’Or – Jeu de l’Année Enfant est décerné au concours (et s’ajoute aux Prix As d’Or – Jeu de l’Année).
| Jeu           | Auteurs         | Illustrateurs | Éditeurs                               | Récompense                      |
| Time’s Up !   | Peter Sarrett   |               | Repos Production, R&R Games et Asmodée | As d’Or — Jeu de l’Année[1]     |
| Splash attack | Thierry Chapeau |               | Gigamic                                | As d’Or — Jeu de l’Année Enfant |

| Catégories | Jeux                             | Auteurs                     | Illustrateurs | Éditeurs                   |
|            | Puerto Rico                      | Andreas Seyfarth            |               | Tilsit Editions            |
|            | Akaba                            | Guido Hoffmann              |               | Haba                       |
|            | Bug Bluff                        | Jacques Zeimet              |               | Drei Magier, Schmidt       |
|            | Les Chevaliers de la Table Ronde | Serge Laget & Bruno Cathala |               | Days of Wonder             |
|            | Diaballik                        | Philippe Lefrançois         |               | Territoires d'Outre-Mondes |
|            | Dungeon Twister                  | Christophe Boelinger        |               | Asmodée                    |
|            | Manilla                          | Franz-Benno Delonge         |               | Zoch, Gigamic              |
|            | No merci                         | Thorsten Gimmler            |               | Gigamic                    |

Jury 2006 : Nicole Conte, Docteur Mops, Dany Gagnon, Didier Guiserix, Michèle Lecreux, Monsieur Phal, Nathalie Refouvelet, Christine Saguez, Catherine Watine.
| Jeu                   | Auteurs                                 | Illustrateurs | Éditeurs                  | Récompense                      |
| Du Balai !            | Bruno Cathala et Serge Laget            |               | Asmodée                   | As d’Or — Jeu de l’Année        |
| La Nuit des Magiciens | Jens-Peter Schliemann et Kirsten Becker |               | Drei Magier Spiele et Oya | As d’Or — Jeu de l’Année Enfant |

| Catégories | Jeux                   | Auteurs                | Illustrateurs | Éditeurs            |
|            | Ca$h'n Gun$            | Ludovic Maublanc       |               | Repos Production    |
|            | Caylus                 | William Attia          |               | Ystari              |
|            | Fight!                 | James Ernest           |               | Eclipse vis Comica  |
|            | La Course des Tortues  | Reiner Knizia          |               | Winning Move France |
|            | La Traversée du désert | Reiner Knizia          |               | Ubik                |
|            | Objets Trouvés         | Philippe des Pallières |               | Asmodée             |
|            | Siam                   | Didier Dhorbait        |               | Ferti               |
|            | Vitrail                | Dominique Bodin        |               | Cocktail Games      |

Jury 2007 : Dany Gagnon, Didier Guiserix, Michèle Lecreux, Adrien Martinot, Docteur Mops, Monsieur Phal, Catherine Watine.

### De 2008 à 2011
En 2008, le prix Prix Spécial du Jury (Prix du Jury) est décerné au concours (et s’ajoute aux Prix As d’Or – Jeu de l’Année et As d’Or – Jeu de l’Année Enfant). 
| Jeu                       | Auteurs                           | Illustrateurs  | Éditeurs | Récompense                      |
| Marrakech                 | Dominique Ehrhard                 | Marie Cardouat | Gigamic  | As d’Or — Jeu de l’Année        |
| Les Chevaliers de la Tour | Christian Tiggemann               |                | Haba     | As d’Or — Jeu de l’Année Enfant |
| Les Princes de Florence   | Wolfgang Kramer et Richard Ulrich |                | Ystari   | Prix Spécial du Jury            |

| Catégories | Jeux                            | Auteurs                           | Illustrateurs | Éditeurs       |
|            | Exxit                           | Vincent Everaert                  |               | Jactalea       |
|            | Kiproko                         | Claude Weber                      |               | Cocktail Games |
|            | Les Pêcheurs de Trésors         | Reiner Knizia                     |               | Schmidt        |
|            | Mr. Jack                        | Bruno Cathala et Ludovic Maublanc |               | Hurrican Games |
|            | Yspahan                         | Sébastien Pauchon                 |               | Ystari         |
|            | Petits meurtres et faits divers | Hervé Marly                       |               | Asmodée        |
|            | Les Piliers de la Terre         | Michael Rieneck et Stefan Stadler |               | Filosofia      |

Jury 2008 : Dany Gagnon, Didier Guiserix, Michèle Lecreux, Adrien Martinot, Docteur Mops, Monsieur Phal, Catherine Watine.
| Jeu               | Auteurs                                 | Illustrateurs  | Éditeurs        | Récompense               |
| Dixit             | Jean-Louis Roubira                      | Marie Cardouat | Libellud        | As d’Or — Jeu de l’Année |
| Château Roquefort | Jens-Peter Schliemann et Bernhard Weber |                | Zoch et Gigamic | As d’Or — Jeu de l’Année |
| Agricola          | Uwe Rosenberg                           |                | Ystari          | Prix du Jury             |

| Catégories | Jeux     | Auteurs                                                              | Illustrateurs | Éditeurs                                      |
|            | Beppo    | Arthur Drescher, Peter Schackert, Klaus Zoch                         |               | Oberschwäbische Magnetspiel et Huch & Friends |
|            | Dominion | Donald X. Vaccarino                                                  |               | Filosophia                                    |
|            | Kaleidos | Angelo Lucca, Spartacco Albertarelli, Elena Prette et Marianna Fulvi |               | Cocktail Games et Ystari                      |
|            | Jamaica  | Malcolm Braff, Bruno Cathala et Sébastien Pauchon                    |               | GameWorks                                     |
|            | Mow      | Bruno Cathala                                                        |               | Hurrican                                      |
|            | Pandemic | Matt Leacock                                                         |               | Filosofia                                     |
|            | Tzaar    | Kris Burm                                                            |               | Don & Co                                      |

Jury 2009 : Dany Gagnon, Didier Guiserix, Michèle Lecreux, Monsieur Phal, Catherine Watine.
| Jeu           | Auteurs                                 | Illustrateurs  | Éditeurs        | Récompense                      |
| Identik       | William P. Jacobson et Amanda A. Kohout |                | Asmodée         | As d’Or — Jeu de l’Année        |
| Cache Moutons | Frédéric Moyersoen                      |                | Zoch et Gigamic | As d’Or — Jeu de l’Année Enfant |
| Small World   | Philippe Keyaerts                       | Miguel Coimbra | Days of Wonder  | Prix du Jury                    |

| Catégories | Jeux                 | Auteurs                        | Illustrateurs | Éditeurs              |
|            | A dos de Chameau !   | Hajo Bücken                    |               | HABA                  |
|            | Battlestar Galactica | Corey Koniecska                |               | Fantasy Flight Games  |
|            | Endeavor             | Carl de Visser et Jarratt Gray |               | Z-Man Games et Ystari |
|            | Le Havre             | Uwe Rosenberg                  |               | Ystari                |
|            | Linq                 | Erik Nielsen et Andrea Meyer   |               | KOSMOS                |
|            | Piou-Piou            | Thierry Chapeau                |               | Djeco                 |
|            | Shadow Hunters       | Yasukata Ikeda                 |               | Matagot               |
|            | Tobago               | Bruce Allen                    |               | Zoch Zum Spiel        |

Jury 2010 : Dany Gagnon, Docteur Mops, Michel Van Langendonckt, Michèle Lecreux, Monsieur Phal et Catherine Watine.
| Jeu           | Auteurs         | Illustrateurs  | Éditeurs         | Récompense               |
| Skull & Roses | Hervé Marly     |                | Lui-même         | As d’Or — Jeu de l’Année |
| SOS Octopus   | Oliver Igelhaut |                | Filosofia        | As d’Or — Jeu de l’Année |
| 7 Wonders     | Antoine Bauza   | Miguel Coimbra | Repos Production | Prix du Jury             |

| Catégories | Jeux         | Auteurs                                          | Illustrateurs | Éditeurs      |
|            | Cyclades     | Bruno Cathala et Ludovic Maublanc                |               | Matagot       |
|            | Djam         | William Attia                                    |               | Asmodée       |
|            | Fresko       | Marco Ruskowski et Marcel Süßelbeck              |               | Queen Games   |
|            | Qwirkle      | Susan McKinley Ross                              |               | Iello         |
|            | Razzo Raketo | Steffen Bogen                                    |               | Selecta Spiel |
|            | Troyes       | Sébastien Dujardin, Xavier Georges & Alain Orban |               | Pearl Games   |
|            | Water Lily   | Dominique Ehrhard                                |               | GameWorks     |

Jury 2011 : Michel Van Langendonckt, Martin Vidberg, Michèle Lecreux, Monsieur Phal, Catherine Watine et Michel Havot.

### De 2012 à 2015
En 2012, un Grand Prix (concernant les jeux experts) est décerné au concours (et s’ajoute aux Prix As d’Or – Jeu de l’Année, As d’Or – Jeu de l’Année Enfant et au Prix du Jury). 
| Jeu                               | Auteurs           | Illustrateurs | Éditeurs          | Récompense                      |
| Takenoko                          | Antoine Bauza     |               | Bombyx et Matagot | As d’Or — Jeu de l’Année        |
| Rick le géant                     | Marco Teubner     |               | Haba              | As d’Or — Jeu de l’Année Enfant |
| Olympos                           | Philippe Keyaerts |               | Ystari            | Grand Prix                      |
| Sherlock Holmes Détective Conseil | Suzanne Goldberg  |               | Ystari            | Prix du Jury                    |

| Catégories | Jeux                                  | Auteurs                                           | Illustrateurs | Éditeurs                     |
|            | Cubulus                               | Sylvain Ménager                                   |               | Gigamic                      |
|            | Fame Us                               | Christophe Hermier                                |               | Moonster Games               |
|            | King of Tokyo                         | Richard Garfield                                  |               | Iello                        |
|            | Les Châteaux de Bourgogne             | Stefan Feld                                       |               | Alea et Ravensburger         |
|            | Les Demeures de l'Epouvante           | Corey Konieczka                                   |               | Edge et Fantasy Flight Games |
|            | Pirates !                             | Alain Rivollet                                    |               | Djeco                        |
|            | Pyramide d'Animaux la Grande Aventure | Klaus Miltenberger                                |               | Haba                         |
|            | Sandwich                              | Christophe Raimbault                              |               | Le Joueur                    |
|            | Tournay                               | Sébastien Dujardin, Xavier Georges et Alain Orban |               | Pearl Games                  |

Jury 2012 : Martin Vidberg, Michèle Lecreux, Monsieur Phal, Catherine Watine, Dany Gagnon, Michel Van Langendonckt.
| Jeu                                      | Auteurs        | Illustrateurs  | Éditeurs     | Récompense                      |
| Andor                                    | Michael Menzel | Michael Menzel | Iello        | As d’Or — Jeu de l’Année        |
| Tino Topini                              | Karim Helting  |                | Ravensburger | As d’Or — Jeu de l’Année Enfant |
| Myrmes                                   | Yoann Levet    |                | Ystari       | Grand Prix                      |
| Star Wars : X-Wing - Le Jeu de figurines | Jason Little   |                | Edge         | Prix du Jury                    |

| Catégories | Jeux             | Auteurs                                                 | Illustrateurs | Éditeurs                                |
|            | CardLine Animaux | Frédéric Henry                                          |               | Bombyx & Asmodée                        |
|            | Croc             | Dave Shalker                                            |               | Bombyx                                  |
|            | Indigo           | Reiner Knizia                                           |               | Ravensburger                            |
|            | Merlin Zinzin    | Annick Lobet                                            |               | Fragames & Blackrock Edition            |
|            | Mito             | Emily et Lukas Brand                                    |               | Gigamic                                 |
|            | Seasons          | Régis Bonnessée                                         |               | Libellud                                |
|            | Strike           | Dieter Nüssle                                           |               | Ravensburger                            |
|            | Zombicide        | Jean-Baptiste Lullien, Nicolas Raoult et Raphaël Guiton |               | Guillotine Games, CoolMiniOrNot et Edge |

Jury 2013 : Dany Gagnon, Michèle Lecreux, Marcus (Marc Lacombe), Monsieur Phal, Michel Van Langendonckt, Léonidas Vesperini, Martin Vidberg et Catherine Watine.
| Jeu            | Auteurs                           | Illustrateurs   | Éditeurs         | Récompense                      |
| Concept        | Alain Rivollet, Gaëtan Beaujannot |                 | Repos Production | As d’Or — Jeu de l’Année        |
| Riff Raff      | Christophe Cantzler               |                 | Zoch             | As d’Or — Jeu de l’Année Enfant |
| Bruxelles 1893 | Étienne Espreman                  |                 | Pearl Games      | Grand Prix                      |
| Les Bâtisseurs | Frédéric Henry                    | Sabrina Miramon | Bombyx           | Prix du Jury                    |

| Catégories | Jeux                 | Auteurs            | Illustrateurs | Éditeurs         |
|            | Augustus             | Paolo Mori         |               | Hurrican         |
|            | Bruxelles 1893       | Étienne Espreman   |               | Pearl Games      |
|            | Crazy Time           | Alex et sa Guitare |               | In Ludo Veritas  |
|            | Koryo                | Gary Kim           |               | Moonster Games   |
|            | Krosmaster Arena     | Tot                |               | Ankama           |
|            | Les 3 Petits Cochons | Laurent Pouchain   |               | Purple Brain     |
|            | Lewis & Clark        | Cédrick Chaboussit |               | Ludonaute        |
|            | Love Letter          | Seiji Kanai        |               | Filosofia        |
|            | Mascarade            | Bruno Faidutti     |               | Repos Production |
|            | Mice & Mystics       | Jerry Hawthorne    |               | Filosofia        |
|            | Panic Cafard         | Peter-Pauk Joopen  |               | Ravensburger     |

Jury 2014 : Dany Gagnon, Michèle Lecreux, Marcus (Marc Lacombe), Monsieur Phal, Michel Van Langendonckt, Léonidas Vesperini, Martin Vidberg et Catherine Watine.
| Jeu                    | Auteurs                           | Illustrateurs         | Éditeurs        | Récompense                      |
| Colt Express           | Christophe Raimbault              | Jordi Valbuena        | Ludonaute       | As d’Or — Jeu de l’Année        |
| La Chasse aux Gigamons | Karim Aouidad et Johann Roussel   | Marie-Anne Bonneterre | Elemon Games    | As d’Or — Jeu de l’Année Enfant |
| Five Tribes            | Bruno Cathala                     | Clément Masson        | Days of Wonders | Grand Prix                      |
| Loony Quest            | Laurent Escoffier et David Franck | Paul Mafayon          | Libellud        | Prix du Jury                    |

| Catégories | Jeux                   | Auteurs                                  | Illustrateurs | Éditeurs       |
|            | Abyss                  | Bruno Cathala et Charles Chevallier      |               | Bombyx         |
|            | Dead of Winter         | Isaac Vega et Jon Gilmour                |               | Filosofia      |
|            | Deus                   | Sébastien Dujardin                       |               | Pearl Games    |
|            | Héros à Louer          | Yasushi Kuroda                           |               | Iello          |
|            | Le Lièvre et la Tortue | Gary Kim                                 |               | Purple Brain   |
|            | Minivilles             | Masao Suganuma                           |               | Moonster Games |
|            | Parade                 | Naoki Homma                              |               | Filosofia      |
|            | Perlin Pinpin          | Miranda, Madeleine, Denise et Max Evarts |               | Cocktail Games |
|            | Splendor               | Marc André                               |               | Space Cowboys  |

Jury 2015 : Sarah Doraghi, Hélène Graveleau, Marcus, Monsieur Phal, Michel van Langendonckt, Léonidas Vesperini, Martin Vidberg et Catherine Watine.

### De 2016 à 2021
En 2016, un As d’Or – Jeu de l’Année Expert est décerné au concours (et s’ajoute aux Prix As d’Or – Jeu de l’Année, As d’Or – Jeu de l’Année Enfant). Le Grand Prix et le Prix du Jury ne sont plus décerné au concours. 
En 2021 et en raison de la crise sanitaire mondiale (Covid19), le Festival International des jeux n’a pas eu lieu mais la cérémonie des As d’or a eu lieu en direct sur les réseaux sociaux.
| Jeux            | Auteurs                             | Illustrateurs | Éditeurs  | Récompenses                     |
| Mysterium       | Oleg Sidorenko et Oleksandr Nevskiy |               | Libellud  | As d’Or — Jeu de l’Année        |
| Pandemic Legacy | Matt Leacock et Rob Daviau          |               | Filosofia | As d’Or — Jeu de l’Année Expert |
| Maître Renard   | Frédéric Vuagnat                    |               | Superlude | As d’Or — Jeu de l’Année Enfant |

| Catégories                      | Jeux                    | Auteurs                             | Illustrateurs                                    | Éditeurs           |
| As d’Or — Jeu de l’Année        | Mafia de Cuba           | Philippe des Pallières et Loïc Lamy | Thomas Vuarchex                                  | Lui-même           |
| As d’Or — Jeu de l’Année        | Qui paire gagne         | Stephen Glenn                       | Jessica Lindsay                                  | Le Scorpion masqué |
| As d’Or — Jeu de l’Année Expert | 7 Wonders Duel          | Antoine Bauza et Bruno Cathala      | Miguel Coimbra                                   | Repos Production   |
| As d’Or — Jeu de l’Année Expert | T.I.M.E Stories         | Manuel Rozoy                        | Benjamin Carré, David Lecossu et Pascal Quidault | Space Cowboys      |
| As d’Or — Jeu de l’Année Enfant | Animal Mystère          | Emely Brand                         | Thies Schwarz                                    | Haba               |
| As d’Or — Jeu de l’Année Enfant | Le jeu aux mille titres | Pampuk                              | Inti Ansa                                        | Oya                |

Jury 2016 : Marcus (Marc lacombe), Monsieur Phal, Michel Van Langendonckt, François Décamp, Martin Vidberg, Catherine Watine, Hélène Graveleau.
| Jeux                     | Auteurs                                      | Illustrateurs     | Éditeurs      | Récompenses                     |
| Unlock! Escape adventure | Cyril Demaegd, Thomas Cauët et Alice Carroll |                   | Space Cowboys | As d’Or — Jeu de l’Année        |
| Scythe                   | Jamey Stegmaier                              | Jakub Różalski    | Matagot       | As d’Or — Jeu de l’Année Expert |
| Kikou le Coucou          | Josep Maria Allué et Víktor Bautista i Roca  | Gabriela Silveira | Haba          | As d’Or — Jeu de l’Année Enfant |

| Catégories                      | Jeux                   | Auteurs                                                                        | Illustrateurs                    | Éditeurs                              |
| As d’Or — Jeu de l’Année        | Codenames              | Vlaada Chvátil                                                                 | Tomá Kucerovsky                  | Iello                                 |
| As d’Or — Jeu de l’Année        | Imagine                | Shintaro Ono, Shingo Fujita, Motoyuki Ohki, Hiromi Oikawa et Shotaro Nakashima | Shintaro Ono et Laura Michaud    | Cocktail Games et Moonstar Games Asia |
| As d’Or — Jeu de l’Année        | Kingdomino             | Bruno Cathala                                                                  | Cyril Bouquet                    | Blue Orange                           |
| As d’Or — Jeu de l’Année Expert | Conan                  | Frédéric Henry                                                                 | Adrian Smith et Georges Clarenko | Monolith                              |
| As d’Or — Jeu de l’Année Expert | Star Realms            | Robert Dougherty et Darwin Kastle                                              | Vito Gesualdi                    | Iello                                 |
| As d’Or — Jeu de l’Année Enfant | Animouv                | Martin Nedergaard Andersen                                                     | Philip Giordano                  | Djeco                                 |
| As d’Or — Jeu de l’Année Enfant | L’âge de pierre junior | Marco Teubner                                                                  | Michael Menzel                   | Filosofia                             |

Jury 2017 : Erwan Berthou, François Décamp, Hélène Graveleau, Marcus, Monsieur Phal, Thierry Saeys, Michel van Langendonckt, Catherine Watine, Nathalie Zakarian
| Jeux              | Auteurs                                         | Illustrateurs                      | Éditeurs                            | Récompenses                     |
| Azul              | Michael Kiesling                                | Chris Quilliams et Philippe Guérin | Plan B Games                        | As d’Or — Jeu de l’Année        |
| Terraforming Mars | Jacob Fryxelius                                 | Isaac Fryxelius                    | FryxGames et Intrafin               | As d’Or — Jeu de l’Année Expert |
| Nom d’un renard   | Marisa Peña, Shanon Lyon et Colt Tipton-Johnson | Melaine Grandgirard                | Game Factory (distribué par Atalia) | As d’Or — Jeu de l’Année Enfant |

| Catégories                      | Jeux                                | Auteurs                                           | Illustrateurs | Éditeurs       |
| As d’Or — Jeu de l’Année        | Twin it                             | Thomas Vuarchex, Nathalie Saunier et Rémi Saunier |               | Cocktail Games |
| As d’Or — Jeu de l’Année        | Dice Forge                          | Régis Bonnessée                                   |               | Libellud       |
| As d’Or — Jeu de l’Année        | Flamme rouge                        | Asger Harding Granerud                            |               | Gigamic        |
| As d’Or — Jeu de l’Année Expert | Great Western                       | Alexander Pfister                                 |               | Gigamic        |
| As d’Or — Jeu de l’Année Expert | Horreur à Arkham : Le Jeu de cartes | Nate french et Matthew Newman                     |               | Asmodée        |
| As d’Or — Jeu de l’Année Enfant | Perlatette                          | Marco Teubner                                     |               | Gigamic        |
| As d’Or — Jeu de l’Année Enfant | Booum !                             | Alexandre Emerit                                  |               | Haba           |

Jury 2018 : Erwan Berthou, François Decamp, Hélène Graveleau, Anaëlle Grondin, Marcus (Marc Lacombe), Monsieur Phal, Thierry Saeys, Catherine Watine, Nathalie Zakarian
| Jeux      | Auteurs                | Illustrateurs        | Éditeurs    | Récompenses                     |
| The Mind  | Wolfgang Warsch        | Olivier Freudenreich | Oya         | As d’Or — Jeu de l’Année        |
| Detective | Ignacy Trzewiczek      | Rafal Szyma          | Iello       | As d’Or — Jeu de l’Année Expert |
| Mr Wolf   | Marie et Wilfried Fort | Gaëlle Picard        | Blue Orange | As d’Or — Jeu de l’Année Enfant |

| Catégories                      | Jeux                    | Auteurs                      | Illustrateurs   | Éditeurs             |
| As d’Or — Jeu de l’Année        | L'île au trésor         | Marc Paquien                 | Vincent Dutrait | Matagot              |
| As d’Or — Jeu de l’Année        | Shadows Amsterdam       | Mathieu Aubert               | M81 Studio      | Libellud             |
| As d’Or — Jeu de l’Année        | Solenia                 | Sébastien Dujardin           | Vincent Dutrait | Pearl Games          |
| As d’Or — Jeu de l’Année Expert | KeyForge                | Richard Garfield             |                 | Fantasy Flight Games |
| As d’Or — Jeu de l’Année Expert | Spirit Island           | R. Eric Reuss                | Cari Corene     | Intrafin             |
| As d’Or — Jeu de l’Année Enfant | Kikafé?                 | Jonathan Favre-Godal         | Steeve Augier   | Blue Orange          |
| As d’Or — Jeu de l’Année Enfant | Le Monstre des couleurs | Josep M. Allué et Dani Gómez | Anna Llenas     | Purple Brain         |
| As d’Or — Jeu de l’Année Enfant | Zombie Kidz Evolution   | Annick Lobet                 | Nikao           | Le Scorpion masqué   |

Jury 2019 : Erwan Berthou, Hélène Graveleau, Pierre-André Joly, Alias Maxildan, Damien Leloup, Patrice Pillet, Olivier Reix Alias Reixou, Thierry Saeys, Catherine Watine, Nathalie Zakarian
| Jeux          | Auteurs                           | Illustrateurs    | Éditeurs          | Récompenses                     |
| Oriflamme     | Adrien et Axel Hesling            | Tomasz Jedruszek | Studio H          | As d’Or — Jeu de l’Année        |
| Res Arcana    | Thomas Lehmann                    |                  | Sand Castle Games | As d’Or — Jeu de l’Année Expert |
| Attrape-rêves | Laurent Escoffier et David Franck |                  | Space Cowboys     | As d’Or — Jeu de l’Année Enfant |

| Catégories                      | Jeux                       | Auteurs                                                          | Illustrateurs                      | Éditeurs          |
| As d’Or — Jeu de l’Année        | Fiesta de los Muertos      | Antonin Boccara                                                  | Margo Renard et Michel Verdu       | Oldchap           |
| As d’Or — Jeu de l’Année        | Little Town                | Aya Taguchi et Shun Taguchi                                      | Sabrina Miramon                    | Iello             |
| As d’Or — Jeu de l’Année        | Draftosaurus               | Corentin Lebrat, Théo Rivière, Antoine Bauza et Ludovic Maublanc | Jiahui Eva Gao et Vipin Alex Jacob | Ankama            |
| As d’Or — Jeu de l’Année Expert | Gloomhaven                 | Isaac Childres                                                   |                                    | Cephalofair Games |
| As d’Or — Jeu de l’Année Expert | It’s A Wonderful World     | Frédéric Guérard                                                 |                                    | La Boîte de jeu   |
| As d’Or — Jeu de l’Année Expert | Root                       | Cole Wehrle                                                      |                                    | Matagot           |
| As d’Or — Jeu de l’Année Enfant | La Vallée des Vikings      | Marie Fort et Wilfried Fort                                      |                                    | Haba              |
| As d’Or — Jeu de l’Année Enfant | Roulapik d'Urtis Sulinskas |                                                                  |                                    | Gigamic           |
| As d’Or — Jeu de l’Année Enfant | Yum Yum Island             | Laurent Escoffier                                                |                                    | Space Cowboys     |

Jury 2020 : Marilyne Aquino, Patrice Pillet, Marc-Antoine Doyon, Damien Leloup, Pierre-André Joly, Nicolas Maréchal, Olivier Reix, Eva Szarzynski, Nathalie Zakarian
| Jeux                     | Auteurs                                    | Illustrateurs                         | Éditeurs    | Récompenses                     |
| Micro Macro : Crime City | Johannes Sich                              | Daniel Goll et Johannes Sich          | Blackrock   | As d’Or — Jeu de l’Année        |
| The Crew                 | Thomas Sing                                | Marco Armbruster                      | Iello       | As d’Or — Jeu de l’Année Expert |
| Dragomino                | Bruno Cathala, Marie Fort et Wilfried Fort | Christine Deschamps et Maëva da Silva | Blue Orange | As d’Or — Jeu de l’Année Enfant |

| Catégories                      | Jeux                              | Auteurs                                    | Illustrateurs                             | Éditeurs       |
| As d’Or — Jeu de l’Année        | Micro Macro : Crime City          | Johannes Sich                              | Daniel Goll et Johannes Sich              | Blackrock      |
| As d’Or — Jeu de l’Année        | Carro Combo                       | Katja Stremmel                             |                                           | Gigamic        |
| As d’Or — Jeu de l’Année        | Ghost Adventure                   | Wlad Watine                                | Jules Dubost et Yann Valeani              | Buzzy Games    |
| As d’Or — Jeu de l’Année        | Top Ten                           | Aurélien Picolet                           |                                           | Cocktail Games |
| As d’Or — Jeu de l’Année Expert | The Crew                          | Thomas Sing                                | Marco Armbruster                          | Iello          |
| As d’Or — Jeu de l’Année Expert | Le Dilemme du roi                 | Hjalmar Hach et Lorenzo Silva              | Giorgio Baroni et Giulia Ghigini          | Iello          |
| As d’Or — Jeu de l’Année Expert | Paleo                             | Peter Rustemeyer                           | Dominik Mayer                             | Zman Games     |
| As d’Or — Jeu de l’Année Expert | Tainted Grail : La Chute d'Avalon | Krzysztof Piskorski et Marcin Świerkot     | Ewa Labak, Piotr Foksowicz et Piotr Gacek | Edge           |
| As d’Or — Jeu de l’Année Enfant | Dragomino                         | Bruno Cathala, Marie Fort et Wilfried Fort | Christine Deschamps et Maëva da Silva     | Blue Orange    |
| As d’Or — Jeu de l’Année Enfant | Détective Charlie                 | Théo Rivière                               | Piper Thibodeau                           | Loki           |
| As d’Or — Jeu de l’Année Enfant | Kraken Attack !                   | Esteban et Antoine Bauza                   | Betowers                                  | Loki           |
| As d’Or — Jeu de l’Année Enfant | La Maison des souris              | Élodie Clément et Théo Rivière             | Jonathan Aucompte                         | Gigamic        |

Jury 2021 : Marilyne Aquino, Damien Desnous, Marc-Antoine Doyon, Damien Leloup, Pierre-André Joly, Nicolas Maréchal, Olivier Reix, Eva Szarzynski et Nathalie Zakarian.

### Depuis 2022
En 2022, un As d’Or – Jeu de l’Année Initié est décerné au concours (et s’ajoute aux Prix As d’Or – Jeu de l’Année, As d’Or – Jeu de l’Année Expert, As d’Or – Jeu de l’Année Enfant). 
| Catégories                      | Jeux                        | Auteurs                           | Illustrateurs                                                                | Éditeurs            |
| As d'Or — Jeu de l'année        | 7 Wonders Architects        | Antoine Bauza                     | Étienne Hebinger                                                             | Repos Production    |
| As d'Or — Jeu de l'année        | Cartaventura : Lhassa       | Thomas Dupont et Arnaud Ladagnous | Guillaume Bernon et Jeanne Landart                                           | Blam!               |
| As d'Or — Jeu de l'année        | Happy City                  | Airu Sato et Toshiki Sato         | Makoto Takami                                                                | Cocktail Games      |
| As d'Or — Jeu de l’année Initié | Living Forest               | Aske Christiansen                 | Apolline Étienne                                                             | Ludonaute           |
| As d'Or — Jeu de l’année Initié | Nouvelles Contrées          | Germain Winzenschtark             | Jeanne Landart                                                               | Olibrius            |
| As d'Or — Jeu de l’année Initié | Oltréé                      | Antoine Bauza et John Grümph      | Vincent Dutrait                                                              | Studio H            |
| As d'Or — Jeu de l’année Expert | Dune: Imperium              | Paul Dennen                       | Clay Brooks, Raul Ramos et Nate Storm                                        | Lucky Duck Games    |
| As d'Or — Jeu de l’année Expert | Iki                         | Koota Yamada                      | David Sitbon                                                                 | Sorry We Are French |
| As d'Or — Jeu de l’année Expert | Les Ruines Perdues de Narak | Min et Elwen                      | Jiří Kůs, Ondřej Hridina, Jakub Politzer, František Sedláček et Milan Vavroň | Iello               |
| As d'Or — Jeu de l'année Enfant | Bubble Stories              | Matthew Dunstan                   | Simon Douchy                                                                 | Blue Orange         |
| As d'Or — Jeu de l'année Enfant | Attrape-Monstres            | Justin de Witt                    | Cam Kendell                                                                  | Space Cowboys       |
| As d'Or — Jeu de l'année Enfant | Pin Pon !                   | Julie Bregeot                     | Linzie Hunter                                                                | Djeco               |

| Jeux                 | Auteurs           | Illustrateurs                         | Éditeurs         | Récompenses                     |
| 7 Wonders Architects | Antoine Bauza     | Étienne Hebinger                      | Repos Production | As d'Or — Jeu de l'année        |
| Living Forest        | Aske Christiansen | Apolline Étienne                      | Ludonaute        | As d'Or — Jeu de l’année Initié |
| Dune: Imperium       | Paul Dennen       | Clay Brooks, Raul Ramos et Nate Storm | Lucky Duck Games | As d'Or — Jeu de l’année Expert |
| Bubble Stories       | Matthew Dunstan   | Simon Douchy                          | Blue Orange      | As d'Or — Jeu de l'année Enfant |

Jury 2022 : Marilyne Aquino, Damien Desnous Marc-Antoine Doyon, Damien Leloup, Pierre-André Joly, Nicolas Maréchal, Olivier Reix, Eva Szarzynski, Nathalie Zakarian
| Jeux                        | Auteurs                                 | Illustrateurs                                        | Éditeurs                                         | Catégories                      |
| Akropolis                   | Jules Messaud                           | Pauline Detraz                                       | Gigamic                                          | As d'Or — Jeu de l'année        |
| That's Not a Hat            | Kasper Lapp                             | Aucun                                                | Ravensburger                                     | As d'Or — Jeu de l'année        |
| District noir               | Nao Shimamura et Nobutake Dogen         | Vincent Roché                                        | Spiral Éditions                                  | As d'Or — Jeu de l'année        |
| La Colline aux feux follets | Bernhard Weber et Jens-Peter Schliemann | Annette Nora Kara                                    | Gigamic et Amigo                                 | As d'Or — Jeu de l'année Enfant |
| La Planche des pirates      | Benoît Turpin et Florian Sirieix        | Camille Chaussy                                      | The Flying Games                                 | As d'Or — Jeu de l'année Enfant |
| Flashback Zombie Kids       | Baptiste Derrez et Marc Antoine Doyon   | Jennifer Mati, Laure de Chateaubourg et Michel Verdu | Le Scorpion masqué                               | As d'Or — Jeu de l'année Enfant |
| Challengers !               | Markus Slawitscheck et Johannes Krenner | Jeff Harvey                                          | Z-Man Games                                      | As d'Or — Jeu de l’année Initié |
| Turing Machine              | Fabien Gridel et Yoann Levet            | Sébastien Bizos                                      | Le Scorpion masqué                               | As d'Or — Jeu de l’année Initié |
| Alice Is Missing            | Spenser Starke                          | Caleb Cleveland et Julianne Griepp                   | Renegade Game Studios                            | As d'Or — Jeu de l’année Initié |
| Ark Nova                    | Mathias Wigge                           | Dennis Lohausen, Loïc Billiau et Steffen Bieker      | Capstone Games, Feuerland Spiele et Super Meeple | As d'Or — Jeu de l’année Expert |
| Fédération                  | Dimitri Perrier et Matthieu Verdier     | Miguel Coimbra                                       | Explor8                                          | As d'Or — Jeu de l’année Expert |
| Carnegie                    | Xavier Georges                          | Ian O'Toole                                          | Quined Games                                     | As d'Or — Jeu de l’année Expert |

| Jeux                  | Auteurs                                 | Illustrateurs                                        | Éditeurs                                         | Récompenses                     |
| Akropolis             | Jules Messaud                           | Pauline Detraz                                       | Gigamic                                          | As d'Or — Jeu de l'année        |
| Challengers !         | Markus Slawitscheck et Johannes Krenner | Jeff Harvey                                          | Z-Man Games                                      | As d'Or — Jeu de l’année Initié |
| Ark Nova              | Mathias Wigge                           | Dennis Lohausen, Loïc Billiau et Steffen Bieker      | Capstone Games, Feuerland Spiele et Super Meeple | As d'Or — Jeu de l’année Expert |
| Flashback Zombie Kids | Baptiste Derrez et Marc Antoine Doyon   | Jennifer Mati, Laure de Chateaubourg et Michel Verdu | Le Scorpion masqué                               | As d'Or — Jeu de l'année Enfant |

Jury 2023 : Vincent Dedienne, Damien Desnous, Marie Giordana, Sandra Lebrun, Pierre-André Joly, Nicolas Maréchal, Olivier Reix, Eva Szarzynski et Nathalie Zakarian
| Jeux                           | Auteurs                               | Illustrateurs               | Éditeurs            | Catégories                      |
| Sur les traces de Darwin       | Grégory Grard et Matthieu Verdier     | David Sitbon et Maud Briand | Sorry We Are French | As d'Or — Jeu de l'année        |
| Trio                           | Kaya Miyano                           | Laura Michaud               | Cocktail Games      | As d'Or — Jeu de l'année        |
| Perfect Words                  | Paul-Henri Argiot                     | Christine Alcouffe          | Tiki Éditions       | As d'Or — Jeu de l'année        |
| Mon puzzle aventure            | Antonin Boccarra et Romaric Galonnier | Arnaud Boutle               | Game Flow           | As d'Or — Jeu de l'année Enfant |
| Morris le dodo                 | Émilie Soleil et Jérôme Soleil        | Gyom                        | Blue Orange         | As d'Or — Jeu de l'année Enfant |
| Super Miaou                    | Guillaume Desportes                   | Olivier Derouetteau         | Space Cow           | As d'Or — Jeu de l'année Enfant |
| Eila et l'Éclat de la montagne | Jeffrey CCH                           | Roxy Dai                    | Iello               | As d'Or — Jeu de l’année Initié |
| Faraway                        | Johannes Goupy et Corentin Lebrat     | Maxime Morin                | Catch Up Games      | As d'Or — Jeu de l’année Initié |
| Cat in the Box                 | Muneyuki Yokouchi                     | Osamu Inoue                 | Matagot             | As d'Or — Jeu de l’année Initié |
| La Famiglia                    | Maximilian Maria Thiel                | Weberson Santiago           | Super Meeple        | As d'Or — Jeu de l’année Expert |
| Le Château blanc               | Isra C. et Shei S.                    | Joan Guardiet               | Iello               | As d'Or — Jeu de l’année Expert |
| Darwin's Journey               | Simone Luciani et Nestore Mangone     | Paolo Voto                  | Thundergryph Games  | As d'Or — Jeu de l’année Expert |

| Jeux                | Auteurs                               | Illustrateurs     | Éditeurs       | Récompenses                     |
| Trio                | Kaya Miyano                           | Laura Michaud     | Cocktail Games | As d'Or — Jeu de l'année        |
| Mon puzzle aventure | Antonin Boccarra et Romaric Galonnier | Arnaud Boutle     | Game Flow      | As d'Or — Jeu de l'année Enfant |
| Faraway             | Johannes Goupy et Corentin Lebrat     | Maxime Morin      | Catch Up Games | As d'Or — Jeu de l’année Initié |
| La Famiglia         | Maximilian Maria Thiel                | Weberson Santiago | Super Meeple   | As d'Or — Jeu de l'année Expert |

Jury 2024 : Pénélope (Bérengère Prévost), Damien Desnous, Vincent Dedienne, Marie Giordana, Sandra Lebrun, Nathalie Zakarian, Eva Szarynski, Nicolas Maréchal et Pierre-André Joly
| Jeux                                 | Auteurs                                       | Illustrateurs                                    | Éditeurs                 | Catégories                      |
| Captain Flip                         | Remo Conzadori et Paolo Mori                  | Jonathan Aucomte                                 | Playpunk                 | As d'Or — Jeu de l'année        |
| For a Crown                          | Maxime Rambourg                               | Paul Mafayon                                     | Repos Production         | As d'Or — Jeu de l'année        |
| Odin                                 | Gary Kim, Hope S. Hwang et Yohan Goh          | Studio Crocotame                                 | Helvetiq                 | As d'Or — Jeu de l'année        |
| Les Éclairtout                       | Halmar Hach et Lorenzo Silva                  | Annachiara Rossi, Giulia Ghigini et Fabio Frenci | Loki et iello            | As d'Or — Jeu de l'année Enfant |
| Mimose et Sam et le voleur de fruits | Thomas Dagenais-Lespérance                    | Cathon                                           | Locomuse                 | As d'Or — Jeu de l'année Enfant |
| Opération Noisettes                  | Jérôme Soleil et Émilie Soleil                | Marko Rehko                                      | Auzou                    | As d'Or — Jeu de l'année Enfant |
| Behind                               | Cédric Millet                                 | Maud Chalmel, Pierô et Martin Vidberg            | KYF Éditions             | As d'Or — Jeu de l’année Initié |
| Harmonies                            | Johan Benvenuto                               | Maëva Da Silva                                   | Libellud                 | As d'Or — Jeu de l’année Initié |
| Kronologic : Paris 1920              | Fabien Gridel et Yoann Levet                  | Arch Apolar et Yann Valeani                      | Origames et Super Meeple | As d'Or — Jeu de l’année Initié |
| Daybreak                             | Matteo Menapace et Matt Leacock               | Collectif                                        | CMYK                     | As d'Or — Jeu de l’année Expert |
| Kutná Hora                           | Ondřej Bystron, Pavel Jarosch et Petr Caslava | Štĕpán Draštak, Milan Vavron et Roman Bednár     | Czech Games Editions     | As d'Or — Jeu de l’année Expert |
| Sankoré                              | Fabio Lopiano, Mandela Fernandez-Grandon      | Ian O'Toole                                      | Super Meeple             | As d'Or — Jeu de l’année Expert |

| Jeux                | Auteurs                                       | Illustrateurs                                | Éditeurs             | Récompenses                     |
| Odin                | Gary Kim, Hope S. Hwang et Yohan Goh          | Studio Crocotame                             | Helvetiq             | As d'Or — Jeu de l'année        |
| Opération Noisettes | Jérôme Soleil et Émilie Soleil                | Marko Rehko                                  | Auzou                | As d'Or — Jeu de l'année Enfant |
| Behind              | Cédric Millet                                 | Maud Chalmel, Pierô et Martin Vidberg        | KYF Éditions         | As d'Or — Jeu de l’année Initié |
| Kutná Hora          | Ondřej Bystron, Pavel Jarosch et Petr Caslava | Štĕpán Draštak, Milan Vavron et Roman Bednár | Czech Games Editions | As d'Or — Jeu de l’année Expert |

Jury 2025 : Pénélope (Bérengère Prévost), Damien Desnous, Vincent Dedienne, Marie Giordana, Sandra Lebrun, Nathalie Zakarian, Eva Szarynski, Boris Courtot et Pierre-André Joly